# Schorzenia morzyskowe
 Schorzenia morzyskowe (schorzenia kolkowe, morzysko) – grupa około 30 różnych, choć zbliżonych etiologicznie i patogenetycznie jednostek chorobowych występujących u koni. Wszystkie są następstwem zaburzeń w przewodzie pokarmowym. Towarzyszy im ból, ujawniający się niepokojem zwierzęcia. Morzysko może mieć różne nasilenie – od bólu niezbyt silnego i szybko przemijającego, aż po ból ostry, kończący się śmiercią konia.

## Przyczyny

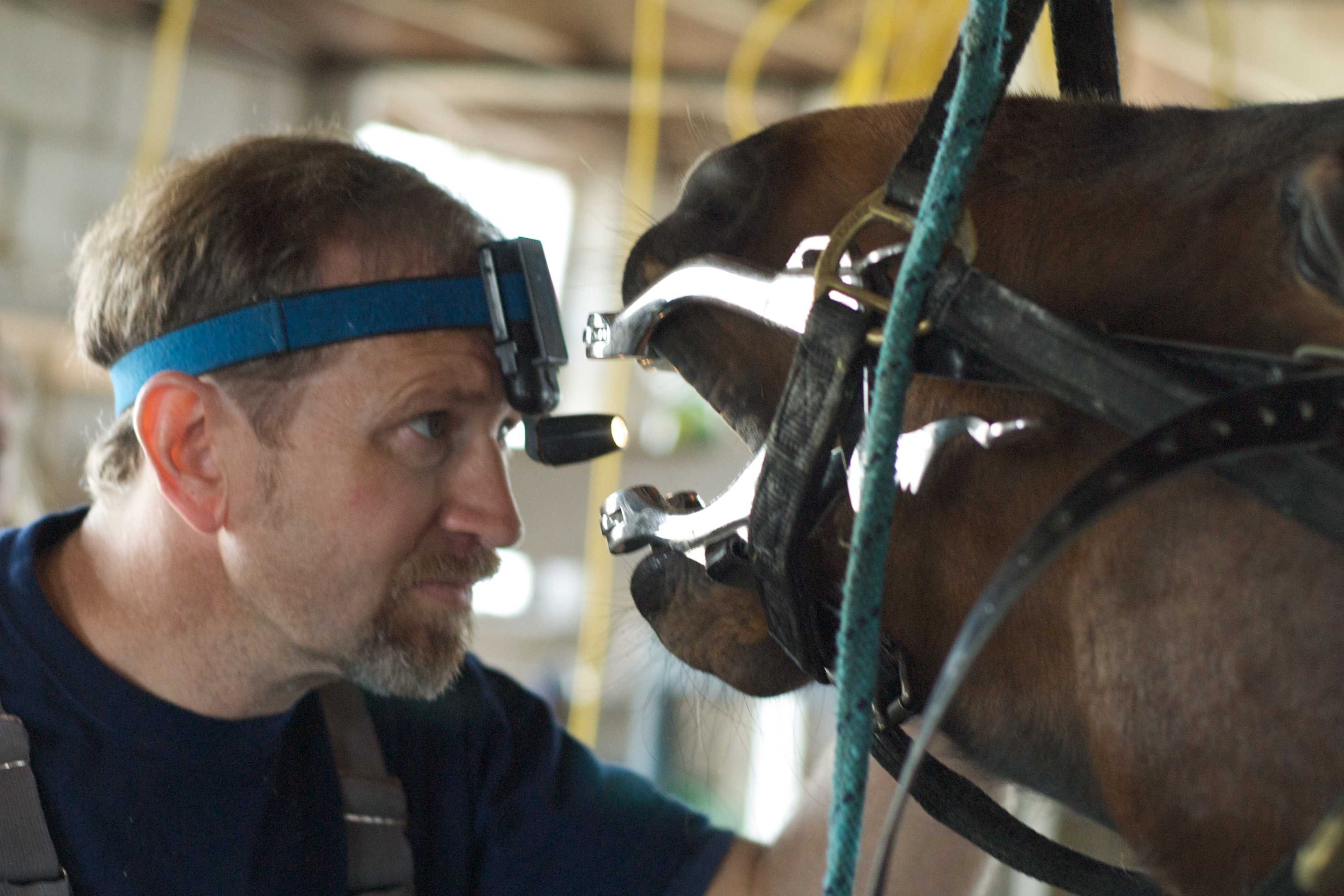
Kontrola końskiego uzębienia

Morzyska powodowane są różnymi czynnikami. Niektóre wynikają z nieprawidłowego utrzymania konia; inne bywają zupełnie niezależne od człowieka. Do najważniejszych przyczyn należą:
- Nieprawidłowy stan uzębienia konia (nierównomierne ścieranie pozostawione bez interwencji) – źle strawiona pasza zakłóca ruchy jelit;
- Nadmierne osłabienie, wyczerpanie oraz podekscytowanie konia mogące doprowadzić do zaburzeń perystaltyki jelit;
- Spożywanie zbyt dużej ilości soczystej zielonej paszy powodujące nadmierną produkcję gazów w układzie pokarmowym na skutek fermentacji;
- Spożywanie pęczniejącego ziarna lub innych pęczniejących pokarmów, które może spowodować ostre rozszerzenie żołądka;
- Zaniedbanie regularnego odrobaczania konia – larwy pasożytów mogą powodować tętniaki arterii, skutkujące zablokowaniem dopływu krwi i obumarciem fragmentu przewodu pokarmowego; [1]
- Karmienie i pojenie konia w nieodpowiednim czasie, np. natychmiast po wyczerpującej pracy;
- Skarmianie paszy zepsutej – przegniłej, spleśniałej, skwaśniałej, zmarzniętej, zakurzonej, zanieczyszczonej piaskiem lub ziemią;
- Podawanie mokrej lub zagrzanej zielonki;
- Pozostawianie zgrzanego konia w przeciągu i na zimnie.[2]

Warto pamiętać, że budowa przewodu pokarmowego konia uniemożliwia oczyszczanie żołądka przez wymiotowanie, co zapobiegałoby groźniejszym powikłaniom.

## Objawy
Objawy morzyska u koni są zróżnicowane, zależą od natężenia bólu oraz długości trwania schorzenia. Przy wstępnym rozpoznaniu objawów ważna jest znajomość typowego zachowania danego konia. Do najczęstszych objawów należą:
- nerwowość, osowiały wygląd,
- grzebanie nogą o podłoże, kopanie
- oglądanie się na słabizny (tylną część ciała),
- stanie na sztywno wyprostowanych nogach,
- pocenie się pomimo braku ruchu,
- częste kładzenie lub tarzanie się,
- zaparcie lub rzadki kał.[1]

## Leczenie
Jeśli u konia występują więcej niż dwa z wymienionych wyżej objawów, należy niezwłocznie wezwać lekarza weterynarii. Na podstawie wyników badań, lekarz decyduje o rodzaju leczenia – farmakologicznego lub chirurgicznego. W przypadkach cięższych, gdy potrzebny jest zabieg chirurgiczny, czas jest najważniejszym czynnikiem powodzenia leczenia. 

## Rodzaje schorzeń morzyskowych
Do schorzeń morzyskowych zaliczamy:
- Ostra rozstrzeń żołądka;
- Nieżytowy skurcz jelit;
- Wzdęcie jelita cienkiego;
- Niedrożność jelita ślepego;
- Niedrożność jelita cienkiego;
- Niedrożność okrężnicy dużej;
- Niedrożność okrężnicy małej;
- Zakrzep i zator tętnicy krezkowej;
- Przemieszczenie jelit;
- Zapalenie okrężnicy;
- Choroba wrzodowa.